# Fiebrigiella gracilis
Genre
Espèce
Fiebrigiella gracilis est une espèce de plantes à fleurs dicotylédones de la famille des Fabaceae, sous-famille des Faboideae, originaire d'Amérique du Sud. C'est l'unique espèce acceptée du genre Fiebrigiella (genre monotypique)